# Karl-Marx-Denkmal (Neuhardenberg)
Das Karl-Marx-Denkmal befindet sich am westlichen Ende des Dorfangers an der Karl-Marx-Allee in Neuhardenberg, Landkreis Märkisch-Oderland. Die Gemeinde war von 1949 bis 1990 mit Karl Marx durch die Namensgebung verbunden, der Ort trug den Namen Marxwalde.
Die Büste hat mindestens drei Vorgänger: 1953 war eine Büste aus Ton aufgestellt worden, die nicht lange hielt. Ein Nachfolge-Denkmal aus Stein ist seit 1957 bekannt und wurde 1968 durch ein anderes Denkmal ersetzt, eingeweiht am 5. Mai 1968 und im Park von Schloss Neuhardenberg aufgestellt und stand dort wohl bis 1987.
Die heutige Büste, geschaffen von Bildhauer Fritz Cremer, wurde am 5. Mai 1988 eingeweiht. Nach der politischen Wende 1989 wurde sie vom Sockel gestürzt. 1993 wurde sie auf Initiative der PDS feierlich wieder aufgestellt.